# هزارنی‌ایان
هزارنی‌ایان (نام علمی: Butomus) نام یک سرده از تیره تیره هزارنی است.